# Parahypsos piersoni
Parahypsos piersoni är en fiskart som först beskrevs av Gilbert och Starks, 1904.  Parahypsos piersoni ingår i släktet Parahypsos och familjen Blenniidae. IUCN kategoriserar arten globalt som livskraftig. Inga underarter finns listade i Catalogue of Life.